# The Unwinking Gaze
The Unwinking Gaze (Vertaald: De waakzame blik) is een documentaire van Joshua Dugdale over dalai lama Tenzin Gyatso. De documentaire is op 29 mei 2008 uitgebracht, iets meer dan twee maanden voor het begin van de Olympische Zomerspelen 2008 in China.

## Verhaal
Deze documentaire is het resultaat drie jaar dat regisseur Joshua Dugdale de politieke rol van de dalai lama volgde. De documentaire toont nieuwe beelden, onder andere van ontmoetingen die gewoonlijk niet opgenomen mogen worden. Ze tonen hoe de spiritueel leider van Tibet een evenwicht probeert te bereiken tussen strijd voor vrijheid in Tibet en de precaire relatie met China. De dalai lama is drager van de Nobelprijs voor de Vrede sinds 1989 en een van de grote spirituele en politieke leiders van zijn tijd.

## Rolverdeling
| Acteur        | Personage  | Opmerkingen |
| ------------- | ---------- | ----------- |
| Tenzin Gyatso | dalai lama | zichzelf    |

## Film op internet
- Boeddhistische Omroep